# Église Saint-Florin de Coblence
L'église Saint-Florin (Florinskirche en allemand) de Coblence était l'église des chanoines de l'abbaye de Saint-Florin aujourd'hui dissoute, elle est maintenant une église de la communauté évangélique dans le centre-ville, qui domine la vieille ville. Elle se trouve près de la Moselle sur le marché Florin.
Depuis 2002, l'église Saint-Florin fait partie du patrimoine mondial de l'UNESCO de la vallée du Haut-Rhin moyen.